# La Conscience
La Conscience (sous-titré Hebdomadaire chrétien indépendant) est un hebdomadaire congolais en français édité à Kinshasa. Cet hebdomadaire chrétien traite un large éventail de sujets, politiques, sociétaux etc.